# Szakadát, Tolna
Szakadát (în germană Sagetal) este un sat în districtul Tamás, județul Tolna, Ungaria, având o populație de 241 de locuitori (2011).

## Demografie
Componența etnică a satului Szakadát
     Maghiari (63,88%)
     Germani (35,22%)
     Necunoscut (0,9%)
     Alții (0,9%)
Componența confesională a satului Szakadát
     Romano-catolici (64,32%)
     Fără religie (16,6%)
     Reformați (3,32%)
     Luterani (2,07%)
     Greco-catolici (1,24%)
     Necunoscută (12,45%)
Conform recensământului din 2011, satul Szakadát avea 241 de locuitori. Din punct de vedere etnic, majoritatea locuitorilor (63,88%) erau maghiari, cu o minoritate de germani (35,22%). Apartenența etnică nu este cunoscută în cazul a 0,9% din locuitori.  Din punct de vedere confesional, majoritatea locuitorilor (64,32%) erau romano-catolici, existând și minorități de persoane fără religie (16,6%), reformați (3,32%), luterani (2,07%) și greco-catolici (1,24%). Pentru 12,45% din locuitori nu este cunoscută apartenența confesională.